# Венгер, Антуан
Антуа́н Венге́р (фр. Antoine Wenger; 2 сентября 1919, Рорвиллер — 22 мая 2009, Драгиньян) — французский католический священник, учёный, церковный историк, византинист и журналист, деятель экуменического движения, писатель.

## Биография
Антуан родился в семье рабочего Чарльза Венгера (фр. Charles Wenger), его мать — в девичестве Филомен Гомбель (фр. Philomène Gambel). Учился в Страсбурге и Париже, после этого преподавал восточное богословие в Католическом университете Лиона и в Страсбурге.
5 октября 1937 года получил религиозную профессию у ассумпционистов. 29 июня 1943 года рукоположен в священники как ассумпционист, а затем работал в русле концепции ордена ассумпционистов в области византийской филологии и журналистики
С 1946 года Венгер член Французского института византийских исследований (фр. Institut français d'études byzantines). С 1948 по 1962 год Венгер профессор восточного богословия факультета теологии и религиозных наук Католического университета Лиона. С 1950 году Венгер член Папской академии международных мариологических исследований. Одним из направлений научной деятельности Венгера было обоснование католического догмата Вознесения Девы Марии; в 1956 году на эту тему издал сочинение «L'Assomption de la Sainte-Vierge dans la tradition byzantine» (Вознесение Девы Марии в византийской традиции).
В 1955 году, он в библиотеке монастыря Ставроникита обнаружил, а затем издал в 1957 году восемь гомилий Иоанна Златоуста «Catéchèses inédites de saint Jean Chrysostome» («Неопубликованные гомилии святого Иоанна Златоуста»). В этом же году стал главным редактором издаваемой ассумпционистами газеты «La Croix» («Крест»), где был на этой должности до 1969 года; 1969 по 1973 год он редактор газеты «La Croix».
В 1956 году Венгер ездил в СССР, после чего в 1960 году написал книгу «La Russie de Khrouchtchev» («Хрущёвская Россия»). С 1957 по 1965 год Венгер президент международной Федерации издателей газет католиков. В 1961 году Венгер принимал участие в работе второй ассамблеи Всемирного совета церквей в Дели. В 1962 до 1965 года Венгер в качестве журналиста-обозревателя газеты «La Croix» принимал участие в работе Второго Ватиканского собора, и издал в 4 томах в 1963-66 годах «Chronique de Vatican II» («Хронику Второго Ватиканского собора»). В 1964 года принял активное участие в подготовке и организации встречи вселенского патриарха Афинагора с папой римским Павлом VI в Иерусалиме, после чего была принята Католическо-православная совместная декларация 1965 года (Catholic–Orthodox Joint Declaration of 1965), о снятии взаимных анафем.
В 1968 году Венгер принимал участие в работе третьей ассамблеи Всемирного совета церквей в Уппсале. В этом же году издал книгу «Le Défi du siècle aux Églises» («Вызов века к церквям»). С 1969 по 1973 год Венгер профессор факультета католического богословия (faculté de théologie catholique) Страсбургского университета. В 1973 по 1983 год Венгер советник по церковным вопросам посольство Франции при Святом Престоле.
В 1983 по 1992 год Венгер эксперт в совете по связям с общественностью Католической церкви. В 80-е годы в Риме Венгер работал с материалами, посвященными положению Католической церкви в СССР, итогом работы в 1987 году стала книга по данной теме «Rome et Moscou 1900-1950» («Рим и Москва, 1900-1950») (книга переведена на русский язык в 2000 году Владиславом Томачинским). В 1987 году Венгер стал советником секретариата по диалогу с неверующими Римской курии. В 1989 году Венгер издал книгу о кардинале Жан-Мари Вийо «Le Cardinal Jean-Marie Villot (1905-1979), secrétaire d'État de trois papes» («Кардинал Жан-Мари Вийо (1905-1979), государственный секретарь по трёх папах»).
С 1992 по 1996 год Венгер был советником по церковным делам при французском посольстве в Москве. В это время он получил доступ к материалам архивов КГБ, связанных с католичеством в СССР; результатом работы  стала книга по истории католичества в СССР, изданная в 1998 году, «Catholiques en Russie d'après les archives du KGB, 1920-1960» («Католики в России, из архивов КГБ 1920-1960 годов»), она же издана в 1999 году на итальянском языке «La persecuzione dei cattolici in Russia. Gli uomini, i processi, lo sterminio. Dagli archivi del KGB» («Преследование католиков в России. Люди, процессы, истребление. Из архивов КГБ»).

## Сочинения
- L'Assomption de la Sainte-Vierge dans la tradition byzantine (1956)
- Catéchèses inédites de saint Jean Chrysostome (1957)
- La Russie de Khrouchtchev (1960)
- Chronique de Vatican II (4 vol.) (1963-66)
- Le Défi du siècle aux Églises (1968)
- Rome et Moscou 1900-1950 (1987)
- Le Cardinal Jean-Marie Villot (1905-1979), secrétaire d'État de trois papes (1989)
- Les Trois Rome, l'Église des années soixante (1991)
- Catholiques en Russie d'après les archives du KGB, 1920-1960 (1998)
- La persecuzione dei cattolici in Russia. Gli uomini, i processi, lo sterminio. Dagli archivi del KGB (1999)
- Рим и Москва, 1900-1950 (2000)

Статьи в Revue des études byzantines.

## Награды
- Офицер ордена почетного Легиона
- Орден «За заслуги» (Франция)
- Золотой крест Святого Андрея от Константинопольского патриархата